# Kbaret Music

## Inicio
Kbaret Music nace a finales del año 2001.  Con la intención de apoyar el talento independiente, Kbaret Music decide grabar, fabricar y distribuir sus propios discos a principios del año 2003. Es así como Kbaret Music se transforma en un nuevo sello independiente. Este nuevo sello es creado por Mauro Muñoz y Mauricio Garza, dos productores mexicanos cuyo trabajo y esfuerzo han hecho de este sello uno de los más importantes de la escena independiente en México.

## Colaboraciones

### Artistas
Timbiriche - 25 años, Genitallica - Picas o Platicas, Consexxxcuencias, Cartel de Santa Vol. I, Vol II, Vol III, Novel - Tu Fan, La Firma - Lo Mejor de Mi Vida, La Verbena Popular - El Canto Que Espanta la Pena, El Tercer Viento Norestense, Plastiko - Mondo Groovy, Duho - El Gran Debut, Cokodriloz - Confusión Latina, Mendoza - Mendoza, Los Suavecitos  - Clishette, Danzonera Distorsion Club - Cumbia Peligrosa, Celso Piña - Una Visión, El Chicharo - Kiubole Ke,

### Películas, Novelas, Shows de TV
Código Postal (Telenovela, Tema principal con Duho), Tigre de Santa Julia (Película, Banda sonora), Factor Miedo (Show de TV, Banda sonora), Clase 406 (Telenovela, Banda sonora), Santos Peregrinos (Película, Banda sonora), Vivir Mata (Película, Banda sonora), Fear Factor (Show de TV, Banda sonora).

### Tributos
Tributo a Soda Stereo, Tributo a Hombres G, Tributo a José Alfredo Jiménez, Tributo a Juan Gabriel.